# Mestre-sala e porta-bandeira

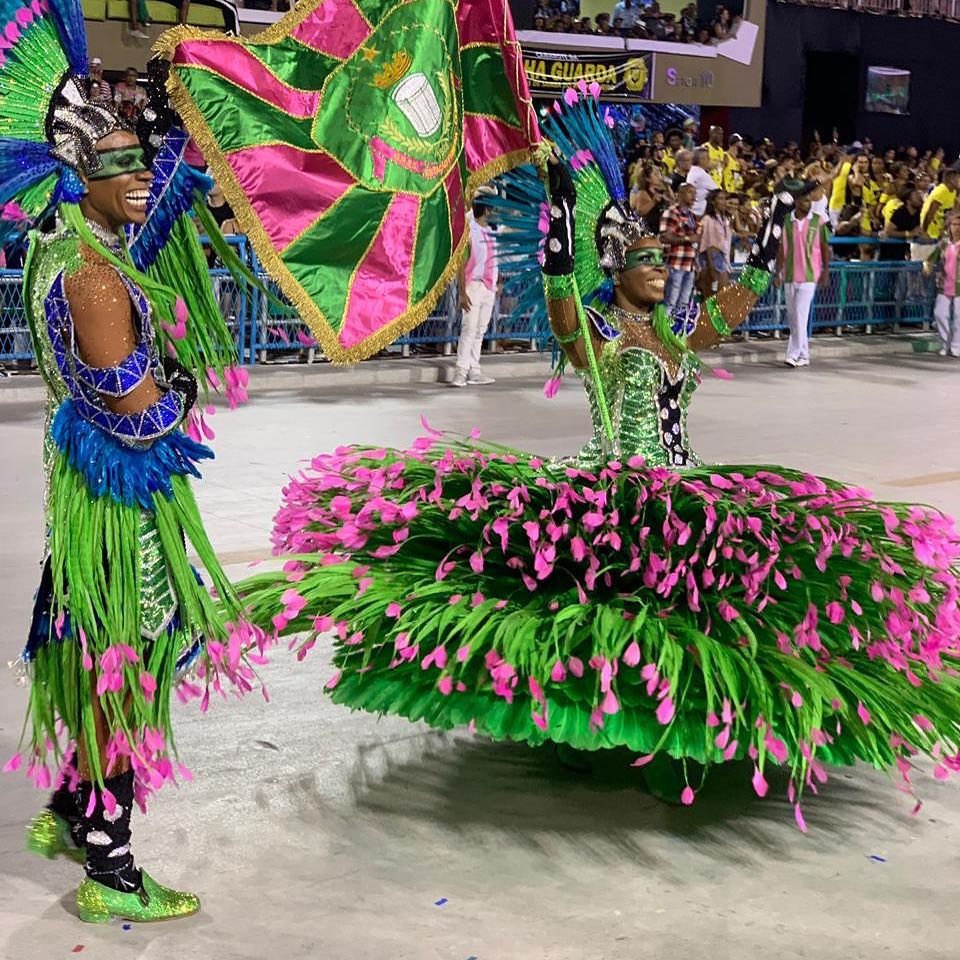
Casal de mestre-sala e porta-bandeira.

Mestre-sala e porta-bandeira são um casal de dançarinos que exercem a função de conduzir e apresentar a bandeira de uma escola de samba durante o seu desfile no carnaval.

## História
A dança do mestre-sala e da porta-bandeira surgiu nos ranchos, em que o baliza e o porta-estandarte deviam defender os símbolos da associação. A defesa, nesse caso, não era apenas simbólica: membros de um rancho costumavam tentar roubar a bandeira do outro. Por isso, muitos dos primeiros porta-bandeiras eram homens, inclusive quando as figuras foram incorporadas pelas escolas de samba. Um dos primeiros porta-bandeiras de que se tem registro foi Ubaldo, da GRES Portela. Por sua vez, Maria Adamastor foi uma das primeiras mestre-salas.

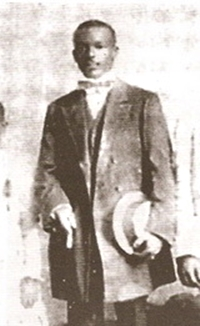
Hilário Jovino Ferreira, criador do casal de mestre-sala e porta-bandeira e primeiro mestre-sala da história.

Com o tempo, a atuação dos balizas e porta-estandartes evoluiu para o giro da porta-bandeira acompanhada pelo gingado do mestre-sala. Uma hipótese é de que essa mudança foi influenciada por danças rituais pré-nupciais das adolescentes africanas cortejadas pelos jovens guerreiro. Outra possível origem do formato atual é a dança encontrada nas festas populares e sepultamentos, em que as tribos eram identificadas por bandeiras coloridas.
Em 1938, a fantasia do mestre-sala e da porta-bandeira passou a ser um quesito de julgamento no desfile das escolas de samba do Rio de Janeiro. A partir de 1958 o quesito passou a incluir a dança do casal.
O Carnaval já era citado no início do século XIX sobre os blocos carnavalescos do Rio de Janeiro, muitos inclusive denominados também de grupos Maltas de capoeira, que eram grupos de ex-escravizados que usavam da violência e brigas de gangues nos centros urbanos, e toda essa violência acabou sendo chamada de capoeiragem, fato que fez a capoeira ser proibida a sua prática entrando como contravenção no código penal de 1890.
Esses grupos eram divididos por bairros, e cada grupo era muito envolvido em festas populares e até c comícios políticos. No carnaval cada grupo possuía o seu escudo, sua bandeira denominado de pavilhão, e nos desfiles era comum grupos rivais roubarem o pavilhão de outro grupo, que seria uma espécie de troféu, diante desse fato a porta pavilhão denominada atualmente de porta bandeira, ela passou a ser escoltada pelo melhor capoeirista do grupo, que além de vir dançando executava golpes de capoeira em cima de quem tentasse se aproximar do pavilhão, muitas vezes eles vinham também armados de navalhas, facas, e punhais, armas brancas usadas por esses grupos na época. Com o passar dos anos e mais tranquilidade nos centros urbanos e fim dos grupos de Maltas, a navalha foi substituída simbolicamente pelo leque, a faca e punhal pelos lenços, mais os passos sambados e ágeis são sem dúvidas herança dos capoeiras do fim da escravidão.

## Regras
No desfile das escolas de samba do Rio de Janeiro, os casais devem se apresentar para os jurados, que vão avaliar a fantasia e a dança. Entre os passos obrigatórios estão os meneios, as meias-voltas, os giros completos, os torneados e as mesuras. 
Os dois jamais podem dar as costas um ao outro ao mesmo tempo. O mestre-sala precisa passar a impressão de que está protegendo a sua parceira, que por sua vez não pode jamais deixar a bandeira se enrolar no mastro ou bater em seu corpo.
Em São Paulo, os jurados devem avaliar o bailado do casal e a integridade de suas fantasias. Também devem tirar pontos caso a porta-bandeira se curve diante de alguém, ou se deixar a bandeira se enrolar ou tocar no seu rosto ou no do parceiro. O mestre-sala não pode cair nem tocar o joelho no chão. os dois também perdem pontos se conversarem entre si

## Ganhadores do Estandarte de Ouro
Estes foram os ganhadores do Estandarte de Ouro, prêmio oferecido pelo jornal O Globo:
| Ano  | Mestre-sala                                       | Porta-bandeira                                        |
| 2020 | Sidclei Santos (Salgueiro)                        | Marcella Alves (Salgueiro)                            |
| 2019 | Phelipe Lemos (União da Ilha)                     | Squel Jorgea (Mangueira)                              |
| 2018 | Daniel Werneck (Grande Rio)                       | Verônica Lima (Grande Rio).                           |
| 2017 | Sidclei Santos (Salgueiro)                        | Verônica Lima (Grande Rio)                            |
| 2016 | Phelipe Lemos (Unidos de Vila Isabel)             | Marcella Alves (Salgueiro)                            |
| 2015 | Claudinho (Beija-Flor)                            | Squel (Mangueira)                                     |
| 2014 | Phelipe Lemos (Imperatriz Leopoldinense)          | Giovanna Justo (Unidos de Vila Isabel)                |
| 2013 | Phelipe Lemos (Imperatriz Leopoldinense)          | Marcella Alves (Mangueira)                            |
| 2012 | Julinho Nascimento (Unidos de Vila Isabel)        | Rute Alves (Unidos de Vila Isabel)                    |
| 2011 | Julinho Nascimento (Unidos de Vila Isabel)        | Giovanna Justo (Unidos da Tijuca)                     |
| 2010 | Julinho Nascimento (Unidos de Vila Isabel)        | Rute Alves (Unidos de Vila Isabel)                    |
| 2009 | Julinho Nascimento (Unidos de Vila Isabel)        | Selminha Sorriso (Beija-Flor)                         |
| 2008 | Rogerinho (Mocidade Independente de Padre Miguel) | Ana Paula (Unidos do Porto da Pedra)                  |
| 2007 | Raphael Rodrigues (Unidos de Vila Isabel)         | Lucinha Nobre (Unidos da Tijuca)                      |
| 2006 | Claudinho (Beija-Flor)                            | Lucinha Nobre (Unidos da Tijuca)                      |
| 2005 | Claudinho (Beija-Flor)                            | Selminha Sorriso (Beija-Flor)                         |
| 2004 | Ronaldinho (Acadêmicos do Salgueiro)              | Giovanna Justo (Mangueira)                            |
| 2003 | Ronaldinho (Acadêmicos do Salgueiro)              | Lucinha Nobre (Unidos da Tijuca)                      |
| 2002 | Claudinho (Beija-Flor)                            | Selminha Sorriso (Beija-Flor)                         |
| 2001 | Ronaldinho (Acadêmicos do Salgueiro)              | Marcella Alves (Acadêmicos do Salgueiro)              |
| 2000 | Paulo Roberto (Unidos da Tijuca)                  | Selminha Sorriso (Beija-Flor)                         |
| 1999 | Rogerinho (Mocidade Independente de Padre Miguel) | Rita Freitas (Império Serrano)                        |
| 1998 | Sidclei Santos (Acadêmicos do Salgueiro)          | Selminha Sorriso (Beija-Flor)                         |
| 1997 | Bira (Unidos de Vila Isabel)                      | Tuca (Unidos de Vila Isabel)                          |
| 1996 | Claudinho (Beija-Flor)                            | Rita Freitas (Império Serrano)                        |
| 1995 | Ronaldinho (São Clemente)                         | Babi (União da Ilha do Governador)                    |
| 1994 | Claudinho (Estácio de Sá)                         | Maria Helena (Imperatriz Leopoldinense)               |
| 1993 | Jerônimo (Imperatriz Leopoldinense)               | Lucinha Nobre (Mocidade Independente de Padre Miguel) |
| 1992 | Carlinhos Brilhante (Unidos de Vila Isabel)       | Selminha Sorriso (Estácio de Sá)                      |
| 1991 | Robertinho (Mangueira)                            | Rita Freitas (Acadêmicos do Salgueiro)                |
| 1990 | Alex (Acadêmicos de Santa Cruz)                   | Regina (Lins Imperial)                                |
| 1989 | Marco Aurélio (Beija-Flor)                        | Vilma Nascimento (Tradição)                           |
| 1988 | Ronaldo (Acadêmicos do Salgueiro)                 | Maria Helena (Acadêmicos do Salgueiro)                |
| 1987 | Chiquinho (Imperatriz Leopoldinense)              | Irene (Império Serrano)                               |
| 1986 | Amauri (Acadêmicos do Salgueiro)                  | Rita Freitas (Acadêmicos do Salgueiro)                |
| 1985 | Chiquinho (Imperatriz Leopoldinense)              | Rita Freitas (Acadêmicos do Salgueiro)                |
| 1984 | Élcio PV (Beija-Flor)                             | Mocinha (Mangueira)                                   |
| 1983 | Élcio PV (Beija-Flor)                             | Juju Maravilha (Beija-Flor)                           |
| 1982 | Delegado (Mangueira)                              | Adriana (Acadêmicos do Salgueiro)                     |
| 1981 | Élcio PV (Beija-Flor)                             | Mocinha (Mangueira)                                   |
| 1980 | Sérgio Jamelão (Império Serrano)                  | Mocinha (Mangueira)                                   |
| 1979 | Élcio PV (Beija-Flor)                             | Vilma Nascimento (Portela)                            |
| 1978 | Delegado (Mangueira)                              | Vilma Nascimento (Portela)                            |
| 1977 | Cidinho (Unidos de São Carlos [Estácio de Sá])    | Vilma Nascimento (Portela)                            |
| 1976 | Robertinho (União da Ilha do Governador)          | Neide (Mangueira)                                     |
| 1975 | Sérgio Jamelão (Império Serrano)                  | Neide (Mangueira)                                     |
| 1974 | Bagdá (Portela)                                   | Neide (Mangueira)                                     |
| 1973 | Élcio PV (Mangueira)                              | Neide (Mangueira)                                     |
| 1972 | Zequinha (Mangueira)                              | Neide (Mangueira)                                     |

## Ganhadores do Tamborim de Ouro
Estes foram os ganhadores do Tamborim de Ouro, prêmio oferecido pelo jornal O Dia:
| Ano  | Escola                                | Mestre-sala       | Porta-bandeira    |
| 1999 | Beija-Flor                            | Claudinho         | Selminha Sorriso  |
| 2000 | Beija-Flor                            | Claudinho         | Selminha Sorriso  |
| 2001 | Beija-Flor                            | Claudinho         | Selminha Sorriso  |
| 2002 | Beija-Flor                            | Claudinho         | Selminha Sorriso  |
| 2003 | Beija-Flor                            | Claudinho         | Selminha Sorriso  |
| 2004 | Unidos da Tijuca                      | Rogério           | Lucinha Nobre     |
| 2005 | Unidos da Tijuca                      | Bira              | Lucinha Nobre     |
| 2006 | Acadêmicos do Grande Rio              | Sidclei Santos    | Squel             |
| 2007 | Unidos da Tijuca                      | Bira              | Lucinha Nobre     |
| 2008 | Mocidade Independente de Padre Miguel | Rogério Dornelles | Marcella Alves    |
| 2009 | Acadêmicos do Grande Rio              | Sidclei Santos    | Squel             |
| 2010 | Acadêmicos do Grande Rio              | Sidclei Santos    | Squel             |
| 2011 | Mangueira                             | Raphael Rodrigues | Marcella Alves    |
| 2012 | Mangueira                             | Raphael Rodrigues | Marcella Alves    |
| 2013 | Beija-Flor                            | Claudinho         | Selminha Sorriso  |
| 2014 | Beija-Flor                            | Claudinho         | Selminha Sorriso  |
| 2015 | Beija-Flor                            | Claudinho         | Selminha Sorriso  |
| 2016 | Imperatriz Leopoldinense              | Rogério Dornelles | Rafaela Theodoro  |
| 2017 | União da Ilha                         | Phelipe Lemos     | Dandara Ventapane |
| 2018 | Salgueiro                             | Sidclei Santos    | Marcella Alves    |
| 2019 | Salgueiro                             | Sidclei Santos    | Marcella Alves    |
| 2020 | Portela                               | Marlon Lamar      | Lucinha Nobre     |